# Страда Сан Цено (Форли-Чезена)
Страда Сан Цено је насеље у Италији у округу Форли-Чезена, региону Емилија-Ромања.
Према процени из 2011. у насељу је живело 152 становника. Насеље се налази на надморској висини од 289 м.